# Arthur F. Kip
Arthur Frederic Kip (* 27. September 1910 in Los Angeles; † 2. Dezember 1995 in Berkeley (Kalifornien)) war ein US-amerikanischer experimenteller Festkörperphysiker.
Kip war der Sohn eines Bergbauingenieurs, besuchte die Schule in San Diego und studierte an der University of California, Berkeley, mit dem Bachelor-Abschluss 1935 und der Promotion 1939 bei Leonard B. Loeb, einem der damals führenden Physiker im Bereich der Gasentladungen. Danach war er am Massachusetts Institute of Technology (MIT). Im Zweiten Weltkrieg war er zunächst in einer Forschungsgruppe für U-Boot-Bekämpfung und danach für Luftabwehr auf Kriegsschiffen. Nach dem Krieg war er Assistant Professor am MIT und arbeitete dort an deren Mikrowellen-Linearbeschleuniger und später an Elektronenspinresonanz (ESR).  Ab 1951 war er Professor in Berkeley, wo er 1976 emeritiert wurde. In Berkeley baute er ein ESR-Labor auf mit Alan M. Portis, der bei ihm promovierte, und Thomas Griswold (1925–2006), der dort 1953 promoviert wurde. Ein weiterer Doktorand war 1954 George Feher.
Kip beobachtete als Erster ESR in Metallen, die Donor-Spin-Resonanz in Halbleitern und Zyklotronresonanz in Halbleitern und Metallen. Die Zyklotronresonanz-Ergebnisse erlaubten zum ersten Mal dynamische Eigenschaften von Löchern in Halbleitern zu bestimmen und waren für die sich entwickelnde Halbleiterindustrie (Entwicklung von Transistoren u. a.) wichtig. Von ihm stammt auch ein Lehrbuch über Elektromagnetismus.
Er war Fellow der American Physical Society und 1958/59 als Guggenheim Fellow an der Universität Cambridge und 1962/63 Miller Fellow in Berkeley.
1944 heiratete er in England Joan Hill.

## Schriften
- mit L. B. Loeb, A. W. Einarsson: On the Nature of Ionic Sign Preference in C. T. R. Wilson Cloud Chamber Condensation Experiments, Journal of Chemical Physics, Band 6, 1938, S. 264–273.
- mit L. B. Loeb: Electrical Discharges in Air at Atmospheric Pressure the Nature of the Positive and Negative Point-to-Plane Coronas and the Mechanism of Spark Propagation, Journal of Applied Physics, Band 10, 1939, S. 142–160.
- mit P. T. Demos, John C. Slater: The M.I.T. Linear Electron Accelerator, Journal of Applied Physics, Band 23, 1952, S. 53–65.
- Microwave Resonance Absorption in Gadolinium Metal, Reviews of Modern Physics, Band 25, 1953, S. 229–231.
- mit George Feher: Electron Spin Resonance Absorption in Metals. I. Experimental, Physical Review, Band 98, 1955, S. 337–348.
- mit Gene Dresselhaus, Charles Kittel: Cyclotron Resonance of Electrons and Holes in Silicon and Germanium Crystals, Physical Review, Band 98, 1955, S. 368–384.
- Cyclotron resonance in solids, Contemporary Physics, Band 1, 1960, S. 355–369.
- mit D.N. Langenberg, T. W. Moore: Cyclotron Resonance in Copper, Physical Review, Band 124, 1961, S. 359–372.
- Fundamentals of Electricity and Magnetism, McGraw Hill 1962, 2. Auflage 1968
- mit J. F. Koch, R. A. Stradling: Some New Aspects of Cyclotron Resonance in Copper, Physical Review, Band 133, 1964, S. A240–A252.
- The Role of the Fermi Surface in Low Temperature Physics, Low Temperature Physics LT9, 1965, S. 679.